# Red Dawn (pel·lícula de 2012)
Red Dawn és una pel·lícula estatunidenca de guerra i d'acció dirigida per Dan Bradley i escrita per Jeremy Passmore i Carl Ellsworth, basada en la pel·lícula homònima de 1984.
El remake és protagonitzat per Chris Hemsworth i Josh Peck com els germans Jed i Matt Eckert.
La pel·lícula estava programada que sortís al mercat el 24 de novembre de 2010, però va ser deixada de banda a causa dels problemes financers de la Metro-Goldwyn-Mayer, i finalment fou estrenada el 2012. En lloc de representar una invasió soviètica dels Estats Units d'Amèrica, com a la pel·lícula de 1984, la trama de la versió de 2012 es va filmar originalment com una invasió xinesa. Posteriorment va ser reeditada en la postproducció per a recrear una invasió nord-coreana, ja que el cas xinès generava preocupacions entre els distribuïdors.

## Argument
Relata la història dels germans Jed i Matt Eckert, que al costat dels seus amics, decideixen armar un grup de resistència davant una invasió nord-coreana als Estats Units que avança sobre la regió on ells es troben i es comença a estendre per tot el país.
Així, comencen a lluitar contra els nord-coreans i aviat mobilitzen la resta del país.

## Repartiment
- Chris Hemsworth com Jed Eckert
- Josh Peck com Matt Eckert
- Josh Hutcherson com Robert Morris
- Adrianne Palicki com Toni Mason
- Isabel Lucas com Erica Mason
- Edwin Hodge com Danny Bates
- Connor Cruise com Daryl Jenkins
- Jeffrey Dean Morgan com el tinent-coronel Andrew Tanner
- Alyssa Díaz com Julie
- Brett Cullen com Tom Eckert
- Michael Beach com l'alcalde Jenkins
- Will Yun Lee com el capità
- Matt Gerald com Hodges
- Ken Choi com Smith

## Rebuda
Red Dawn va ser rebuda amb crítiques generalment negatives. Rotten Tomatoes li va donar a la pel·lícula un 13% de mitjana basada en 109 crítiques amb una puntuació de mitjana ponderada de 4/10.